# 八雲産業
八雲産業株式会社（やくもさんぎょう）は、尾張徳川家の資産管理運営を目的として、1948年に設立された会社である。 
本社所在地は東京都豊島区目白にあり、旧尾張徳川家邸宅跡地を徳川ビレッジとして、外国人用高級賃貸住宅及び女子学生寮「徳川ドーミトリー」の管理運営をしている。また北海道二海郡八雲町には、尾張徳川家が運営していた旧徳川農場を引き継いだ八雲事業所があり、植林事業を行なっている。
社長は代々、尾張徳川家当主が務める。現在の社長は尾張徳川家第22代当主である徳川義崇。